# مورهيد سيتي
مورهيد سيتي (كارولاينا الشمالية) (بالإنجليزية: Morehead City, North Carolina)‏ هي مدينة تقع في الولايات المتحدة في مقاطعة كارتيريت، كارولاينا الشمالية. يقدر عدد سكانها بـ 8,661 نسمة ومساحتها 14.7 كم2 وترتفع عن سطح البحر 5 متر.

## التركيبة السكانية
حدّد مكتب تعداد الولايات المتحدة بيانات التركيبة السكانية لمورهيد سيتي في تعداد الولايات المتحدة. في ما يلي، التركيبة السكانية حسب تعدادي 2000 و2010.

### تعداد عام 2000
بلغ عدد سكان مورهيد سيتي 7,691 نسمة بحسب تعداد عام 2000، وبلغ عدد الأسر 3,597 أسرة وعدد العائلات 1,984 عائلة مقيمة في المدينة. في حين سجلت الكثافة السكانية 282.2 نسمة لكل كيلومتر مربع (730.9/ميل2). وبلغ عدد الوحدات السكنية 4,296 وحدة بمتوسط كثافة قدره 157.7 لكل كيلومتر مربع (408.4/ميل2).
وتوزع التركيب العرقي للمدينة بنسبة 81.71% من البيض و13.98% من الأمريكيين الأفارقة و0.66% من الأمريكيين الأصليين و0.77% من الأمريكيين ذوي الأصول الآسيوية و0.04% من سكان جزر المحيط الهادئ و1.13% من الأعراق الأخرى و1.72% من عرقين مختلطين أو أكثر و2.34% من الهسبانيون أو اللاتينيون من أي عرق.
بلغ عدد الأسر 3,597 أسرة كانت نسبة 25.9% منها لديها أطفال تحت سن الثامنة عشر تعيش معهم، وبلغت نسبة الأزواج القاطنين مع بعضهم البعض 37.9% من أصل المجموع الكلي للأسر، ونسبة 13.7% من الأسر كان لديها معيلات من الإناث دون وجود شريك، بينما كانت نسبة 3.6% من الأسر لديها معيلون من الذكور دون وجود شريكة وكانت نسبة 44.8% من غير العائلات. تألفت نسبة 39% من أصل جميع الأسر من عدة أفراد يعيشون في نفس المنزل ونسبة 16.5% كانت تتألف من شخص يعيش بمفرده يبلغ من العمر 65 عاماً أو أكثر. وبلغ متوسط حجم الأسرة المعيشية 2.06، أما متوسط حجم العائلات فبلغ 2.73.
بلغ العمر الوسطي للسكان 41.1 عاماً. وكانت نسبة 20.2% من القاطنين تحت سن الثامنة عشر، وكانت نسبة 7.6% بين الثامنة عشر والرابعة والعشرين عاماً، ونسبة 26.7% كانت واقعةً في الفئة العمرية ما بين الخامسة والعشرين والرابعة والأربعين عاماً، ونسبة 23.7% كانت ما بين الخامسة والأربعين والرابعة والستين، ونسبة 18.3% كانت ضمن فئة الخامسة والستين عاماً فما فوق. يوجد لكل 100 أنثى 85.7 ذكر، ويوجد لكل 100 أنثى في الثامنة عشر من عمرها فما فوق 80.3 ذكر.
بلغ متوسط دخل الأسرة في المدينة 28,737 دولارًا، أما متوسط دخل العائلة فبلغ 39,290 دولارًا. وكان متوسط دخل الذكور 26,852 دولارًا مقابل 21,995 دولارًا للإناث. وسجل دخل الفرد الخاص بالمدينة 19,138 دولارًا. وكانت نسبة 12.1% من العائلات ونسبة 14.6% من السكان تحت خط الفقر، وكان من هؤلاء نسبة 23.6% تحت سن الثامنة عشر ونسبة 12.3% في الخامسة والستين من العمر وما فوق.

### تعداد عام 2010
بلغ عدد سكان مورهيد سيتي 8,661 نسمة بحسب تعداد عام 2010، وبلغ عدد الأسر 4,114 أسرة وعدد العائلات 2,194 عائلة مقيمة في المدينة. في حين سجلت الكثافة السكانية 317.8 نسمة لكل كيلومتر مربع (823.1/ميل2). وبلغ عدد الوحدات السكنية 5,383 وحدة بمتوسط كثافة قدره 197.5 لكل كيلومتر مربع (511.5/ميل2).
وتوزع التركيب العرقي للمدينة بنسبة 82% من البيض و10.75% من الأمريكيين الأفارقة و0.53% من الأمريكيين الأصليين و1.57% من الأمريكيين ذوي الأصول الآسيوية و0.24% من سكان جزر المحيط الهادئ و2.39% من الأعراق الأخرى و2.52% من عرقين مختلطين أو أكثر و6.90% من الهسبانيون أو اللاتينيون من أي عرق.
بلغ عدد الأسر 4,114 أسرة كانت نسبة 24.9% منها لديها أطفال تحت سن الثامنة عشر تعيش معهم، وبلغت نسبة الأزواج القاطنين مع بعضهم البعض 36.2% من أصل المجموع الكلي للأسر، ونسبة 13.1% من الأسر كان لديها معيلات من الإناث دون وجود شريك، بينما كانت نسبة 4.1% من الأسر لديها معيلون من الذكور دون وجود شريكة وكانت نسبة 46.7% من غير العائلات. تألفت نسبة 39.7% من أصل جميع الأسر من عدة أفراد يعيشون في نفس المنزل ونسبة 16.8% كانت تتألف من شخص يعيش بمفرده يبلغ من العمر 65 عاماً أو أكثر. وبلغ متوسط حجم الأسرة المعيشية 2.06، أما متوسط حجم العائلات فبلغ 2.74.
بلغ العمر الوسطي للسكان 42.4 عاماً. وكانت نسبة 19.4% من القاطنين تحت سن الثامنة عشر، وكانت نسبة 7.7% بين الثامنة عشر والرابعة والعشرين عاماً، ونسبة 26.3% كانت واقعةً في الفئة العمرية ما بين الخامسة والعشرين والرابعة والأربعين عاماً، ونسبة 27.3% كانت ما بين الخامسة والأربعين والرابعة والستين، ونسبة 19.3% كانت ضمن فئة الخامسة والستين عاماً فما فوق. وتوزع التركيب الجنسي للسكان بنسبة 46.5% ذكور و53.5% إناث.

## أعلام
- مات دودغ
- جيك ويد
- كالفين دانيلز
- فوغن جونسون
- بين ويد